# Winston Churchill (1620-1688)
Sir Winston Churchill FRS (18 d'abril de 1620 – 26 de març de 1688), conegut com el Coronel Cavaller, va ser un militar, historiador i polític anglès. Va ser pare de John Churchill, 1r Duc de Marlborough, així com un avantpassat del seu tocai del segle xx, el Primer Ministre Sir Winston Churchill.
Churchill era fill de John Churchill, un advocat, i de la seva esposa Sara Winston, filla de Sir Henry Winston. Els Churchills formaven part d'una antiga família de Dorset. Va estudiar al St John's College, Oxford, però abandonà la universitat sense obtenir cap grau. Churchill va ser un Reialista convençut durant tota la seva vida, sent ferit a la Guerra Civil fent de capità al King's Horse, i després que els Reialistes fossin derrotats, va haver de pagar un rescat de £4,446. Després de la Restauració va exercir de Membre del Parlament per les circumscripcions de Weymouth i Melcombe Regis entre 1661 i 1679 i per Lyme Regis entre 1685 i 1688. Churchill també exercí com a Comissionat del Tribunal de Reclamacions Irlandès entre 1662 i 1668 i Controlador Júnior del Gabinet de la Roba Verda entre 1664 i 1679. Va ser fet cavaller el 1664 i nomenat Membre de la Royal Society aquell mateix any. Publicà una història dels reis d'Anglaterra titulat "Divi Britannica, sent una referència sobre les Vides de tots els Reis de l'Illa, des de l'any del Món 2855 fins a l'any de Gràcia 1660".
El 1643 es casà amb Elizabeth Drake, filla de Sir John Drake. Van tenir 12 fills, dels quals només 5 van sobreviure a la infància. Quatre d'ells van adquirir distincions. L'anteriorment mencionat John esdevingué un famós comandant militar, rebent el Ducat de Marlborough; Charles, que esdevindria tinent general de l'Exèrcit; George, que seria almirall de la Royal Navy, i Arabella, que va ser amant de Jaume II i mare de quatre dels seus fils. Winston Churchill va morir al març de 1688, als 67 anys.